# 苗字帯刀
苗字帯刀（みょうじたいとう）は、江戸時代の武士とその支配側の役人や関係者の身分標識である。

## 概要
家名の中でも特に領知の名前に由来し、一種の領主階級であることを示す苗字を公称（私称とは異なる。また源氏などの姓・本姓の名乗りを含む）する事、また武門の証である武具等を腰に帯び、百姓と町人を理由があれば殺害する権利を持つことを指す。これによって自身が領主階級であり、また一族であることを示した。また、功績があるものに支配側の役人を示すため、一代や永代の褒章として名字や帯刀権限を与えた。
豊臣秀吉政権の際の刀狩は身分での帯刀標識化が目的であり、以後も百姓・町人など非武家階層の者達は多くの武器を保有しており、武装解除された訳ではなかった。しかし、江戸時代には幕府が銃刀などの規制に消極的で、町人の間に帯刀が普及し、江戸で装束として刀脇差を腰に帯びることも許容されていた。1720年の布令まで町人は脇差を常備帯刀しており、1683年までは祭礼や遊里、風俗、旅行など特別な場合に二刀本差ししていた。だが、外見では当時の武士との見分けがつかなくなるためこれを問題視し、寛文8年（1668年）3月令で長刀に関しては町人帯刀の禁止をして、武士の身分標識としたが、なおも脇差の制限はなかった。苗字については百姓・町人階級にも祖先や家名が存在するが、享和元年（1801年）7月19日の御触書でこれを公の場で用いる事を禁止する事で差別化を図った。具体的には宗門人別帳などの公文書への記載が許されず、墓碑銘や過去帳など私的な場合においてのみしか使用が認められなかった。

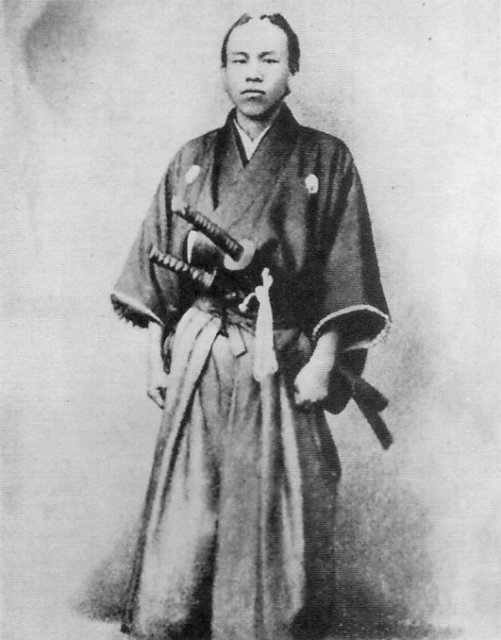
大隈重信（佐賀藩の藩士、幕末の志士）

苗字帯刀の権利については武家の棟梁たる将軍家（幕府）、その直臣として自治領を持つ旗本（旗本領）、独自に家臣団を抱える各大名家（藩）など、小身の領主を抱える君主階級に決定権があった。藩に苗字を巡る訴訟を起こして藩が裁決を下したという出来事も起きている。佐原の名主であった伊能忠敬は領内においては代々「伊能」姓を許されていたが、領外でこれを名乗ることが出来ず、57歳の時に蝦夷地測量の功績によって江戸幕府から改めて苗字帯刀の許可を得て、佐原以外でも「伊能」姓を子孫まで名乗ることが許されている。ただし帯刀は忠敬の一代限りであった。このように、苗字と帯刀の特権は一体ではなく、苗字は認められても帯刀は認められないことや、苗字は子孫への伝承を許すが、帯刀は授与された当人一代に限った例もあり、功績による種々の基準があった。
また大名・旗本などは、しばしば家柄や功労により領内の有力百姓や町人にこれを許したが、あくまで武士身分とは異なり、武士身分化には、召し抱え、相続人への身分と財産の譲渡、本人の人別帳からの離脱手続きが必要であった。郷士は在郷武士として苗字帯刀を許されながら農村に住んでいたが、京都町奉行所の例では、家ではなく、当主本人個人に免許され、子息も別に免許が必要とされた。
享保のころから、帯刀が身分特権として確立すると帯刀権へのあこがれが生まれ、様々な由緒などを言い立て、役儀や非常時や儀式など非通常の帯刀権限を免許され、違反と常時化や子息や従者にまで拡大・延長する動きが起こり、様々の取り締まりが行われたが、依然として違反は多く、外見での身分標識として機能しづらくなった。また江戸時代後期には、武士が無刀や脇差だけで外出すると処罰されるようになった。
幕末の元治元年（1864年）の第一次長州戦争の2年前から、幕府直轄地や旗本知行地での百姓徴兵が開始され、一時的に下層奉公人として、脇差帯刀を免許した。対する長州藩でも奇兵隊は志願兵だが、それ以外の町方から徴募した農商兵には訓練後に合格すると名字帯刀を許した。
明治維新後の1870 年（明治3年）に平民苗字許可令が出され、平民の苗字の名乗りが公的に許されるようになった。また1876年（明治9年）の廃刀令によって刀を帯びることは許されなくなり、「身分表象」としての苗字帯刀は役割を終えた。